# Kaszinó (kártyajáték)/Példa
Az alábbiakban a Kaszinó kártyajáték egy játszmájának lejegyzése látható, kommentárokkal. A játék szabályai a szócikkben olvashatók.
```
     ----------------------------------------- 
1     .  ♦9 ♣J 
♠
6 |    ♥6 ♥J 
♠
9 ♥2    | ♦6 ♥K ♥Q
11    =  ♦9 == 
♠
6 |    ♥6 ♥J == ==    | ♦6 ♥K ♥Q
12       ♦9    
♠
6 |    == ♥J          | == ♥K ♥Q  =
13    >  ♦9    >> |    
♠
6 ♥J          |    ♥K ♥Q 
14       ♦9       |    
♠
6 ♥J ♥Q       |    ♥K <<  <
15    >  >>       | ♦9 
♠
6 ♥J ♥Q       |    ♥K     
16                | ♦9 
♠
6 ♥J ♥Q ♥K    |    <<     <
```

Első menet: osztás után Bal kezdett. ♣J-val levette ♠9+♥2-t, ezzel 1 pikket is a 7-ből megszerezve. Jobb egyedül a ♦6=♥6 lépéssel válaszolhatott. Balnak dobnia kell (13), a kisebb számértékű lapot választotta, mert ha az asztalra egy 3-as kerül mellé, a 9-esével felveheti. A további lapokat sorban bedobták (14-16).
```
        ----------------------------------------- 
2        ♦7 ♦5 ♣8 | ♦9 
♠
6 ♥J ♥Q ♥K    | ♦
A
 ♣X 
♠
7  .
21       ♦7 ♦5 ♣8 | ♦9 
♠
6 == ♥Q ♥K    | == == 
♠
7  =
22    =  ♦7 == == | ♦9 
♠
6    ♥Q ==    |       
♠
7
23       ♦7       | ♦9 
♠
6 
♠
7 ♥Q       |       <<  <
24    =  ==       | ♦9 
♠
6 == ♥Q       |   
```

Második menet. Az átiratban a ♣X a treff tízest jelzi. Az utolsó ütés Jobbnál volt (12), így ő kezd. Az asztalon nagy értékű lapok vannak, ez a kézben levő kisebb lapok együttes felhasználását teheti lehetővé. Jobb lépése (21) remekül használja fel az ászt, ez máris egy pont. Bal válasza után Jobb dobni kénytelen a 7-esét, amit Bal (24) azonnal fel is vett.
```
        ----------------------------------------- 
3     .  
♠
3 ♣4 ♦Q | ♦9 
♠
6    ♥Q       | ♥X 
♠
5 ♦4
31    =  
♠
3 ♣4 == | ♦9 
♠
6    ==       | ♥X 
♠
5 ♦4
32       
♠
3 ♣4    | == 
♠
6             | ♥X == ==  =
33    >  
♠
3 >>    |    
♠
6 ♣4          | ♥X         
34       
♠
3       |    == ==         
T
| ==        =
35    >  >>       |          
♠
3       |    
```

Bal egyszerű cserével kezdett, Jobb kétlapos ütéssel eltett egy pikket. Bal bedobta a 4-est, ami Jobbnak kapóra jött (34), három lappal, egy pikk nyereséggel táblát csinál, plusz 1 pont. (35) Bal automatikusan dob.
```
        ----------------------------------------- 
4        ♣6 ♥
A
 ♣
A
 |          
♠
3       | ♦2 ♦3 
♠
Q  .
41       ♣6 ♥
A
 ♣
A
 |          ==      
T
| ♦2 == 
♠
Q  =
42    >  ♣6 ♥
A
 >> |       ♣
A
          | ♦2    
♠
Q   
43    =  ♣6 ==    |
T
      ==          | ♦2    
♠
Q   
44       ♣6       |          ♦2       | <<    
♠
Q  <
45       ♣6       |          ♦2       |   passz   P
46    >  >>       |       ♣6 ♦2       |       
♠
Q   
47                |       ♣6 ♦2 
♠
Q    |       <<  <
```

Negyedik menet. Balnak két ász jutott, ami 1-1 értékpont ígéretét hordozza, de jól kell kijátszani. Jobb kezd (utolsó ütés a (34)), azonnal táblát csinálhatott, és egy pikket is vitt. Mindez tulajdonképpen Balnak szerencse, mert ő eldobta az egyik ászt, majd a tábla szabálya szerint ismét ő következett, és így eltehette mindkét ászát, ráadásul táblával, összesen 3 pont. Jobb (44) dobott, majd passzolt, remélve, hogy a kezében a magas lappal (Q) egy asztalra kerülő 10-est elfoghat, ennyi esély is több, mint ha csak eldobná a dámáját. (46) Bal 6-ost dobott, ez Jobbnak nem jó, bedobta a pikkjét.
```
        ----------------------------------------- 
5     .  
♠
2
 ♦8 
♦
X
 |       ♣6 ♦2 
♠
Q    | ♣9 
♠
J ♥4
51a (    
♠
2
 ?? 
♦
X
 |       ?? ?? 
♠
Q    | ♣9 
♠
J ♥4   )
51b   =  == ♦8 == |       ♣6 ♦2 ==    | ♣9 
♠
J ♥4    !!
52          ♦8    |       ♣6 ♦2    ♣9 | << 
♠
J ♥4  <
53    =     ==    |       == ==    ♣9 |    
♠
J ♥4   
54                |             
♠
J ♣9 |    << ♥4  <
55                |          ♥4 
♠
J ♣9 |       <<  <
```

Ötödik menet. Balnak kedvez a szerencse, két értéklapot is húzott, és az utolsó ütés (43) révén ő kezdhet. Lehetséges lépése lett volna (51a) a teljesen átlagos ♦8=♣6+♦2. Ezzel szemben (51b) a ♠2+♦X=♠Q lépéssel azonnal szerzett 3 értékpontot és két pikket. Jobb tehetetlen, dob, Bal (53) a 8-asával két lapot is elvisz, Jobb mindkét lapot bedobja, ebben a menetben ütést sem tudott csinálni, Bal viszont tarolt.
```
        ----------------------------------------- 
6     .  ♥3 ♥7 
♠
8 |          ♥4 
♠
J ♣9 | ♣K ♥5 ♣7
61    =  == ♥7 == |          ♥4 == ♣9 | ♣K ♥5 ♣7
62          ♥7    |          ==    ==
T
| == ♥5 ♣7  =
63    >     >>    |       ♥7          |    ♥5 ♣7  
64                |       ==         
T
|    ♥5 ==  =
65                |          ♥5       |    <<     <
```

A hatodik menet ellentétesen sikerült, Jobb első lépésében (62) a királlyal táblát csinált, (63) Bal automatikusan dobott, de kifogyott, nem volt második lépése, Jobb viszont a bedobott 7-est szintén begyűjtötte, újabb tábla, újabb pont.
```
        -----------------------------------------
7        ♦J 
♠
A
 ♣3 |          ♥5       | ♥9 ♣Q ♣5  .
71       ♦J 
♠
A
 ♣3 |          ==      
T
| ♥9 ♣Q ==  =
72    >  ♦J 
♠
A
 >> |       ♣3          | ♥9 ♣Q   
73    P   passz   |       ♣3          | ♥9 ♣Q   
74       ♦J 
♠
A
    |       ♣3 ♥9       | << ♣Q     <  +
75    =  == ==    |
T
      == ==       |    ♣Q        !
76                |             ♣Q    |    <<     <
```

A hetedik menet az asztalon egyetlen lappal indult, ez mindig esélyt ad egy táblára, amit Jobb azonnal meg is csinált. Balnak egy értékes ász van a kezében, amit az üres asztalra ledobni veszélyes, a J értéke 11, ebbe később több lap is belekombinálható lehet, ezért a 3-ast dobta el. A következő lépésben (73) újra ő jött, de jobbnak látta passzolni. Jobb egy előkészítő lépéssel (74) betette az asztalon levő 3-as mellé a 9-esét, így ha Bal dob, akkor ő ezeket a Q-val fel is veheti, márpedig a játék végén a laptöbblet is ér 3 pontot. (75) Bal nagy szerencsével meghiúsította a tervet, táblát csinált, négy lapot is felhasznált, egy pikket is eltett, ez már a becslés szerint is elég lesz neki a győzelemhez.
```
        ::::::::::::::::::::::::::::::::::::::::: 
8     .  
♠
K ♦K 
♠
X |             ♣Q    | ♥8 
♠
4 ♣2
81    >  
♠
K >> 
♠
X |       ♦K    ♣Q    | ♥8 
♠
4 ♣2
82a (    
♠
K    
♠
X |       ♦K    ??    | ?? ?? ♣2    ) +
82b      
♠
K    
♠
X |       ♦K ♣2 ♣Q    | ♥8 
♠
4 <<  <   ?!
83a ( >  
♠
K    >> |    
♠
X ♦K ♣2 ♣Q    | ♥8 
♠
4       ) ?
84a (    
♠
K       |    == ♦K == ♣Q    | == ==     = )
85a ( =  ==       |       ==    ♣Q    |             )
86a ( *           |             <<    |             )

 

82b:  .  
♠
K    
♠
X |       ♦K ♣2 ♣Q    | ♥8 
♠
4
83b   =  ==    
♠
X |       == ♣2 ♣Q    | ♥8 
♠
4         
84b            
♠
X |          ♣2 ==    | == ==     =
85b   >        >> |       
♠
X ♣2       |            
86b               |       >> >>       |           * 
```

Utolsó menet, nyitott lapokkal. Bal a két királyával természetesen megpróbálja az önütést, (81) megteszi az első lépést. Jobbnak jó alkalom lett volna (82a) a 8+4=Q ütés, egy pikket is hozva, de ehelyett bedobta a ♣2-t. Ne felejtsük, hogy ez a menet már nyílt lapokkal folyik, tehát ami súlyos tévesztésnek látszik, taktikázás is lehetett, látva, hogy Bal 10-ese (X) már nem okoz gondot. Ekkor (83a) Bal megtehette volna, hogy az önütés második lépése helyett bedobja a ♠X-et, felkínálva Jobbnak a kézenfekvő ♥8+♠4=♠X+♣2 ütést, négy lappal, két pikkel. Ezzel végül övé lett volna az utolsó ütés (85a) és az ezzel járó söprés is (86a), de a söprés csak egy lapot hozott volna, cserébe odadobott volna Jobbnak egy négylapos, két pikkes ütést.

Ehelyett Bal megcsinálta a kézenfekvő K-cserét, és Jobb ezután végül szintén megkapta a négy lapot, benne a két pikkel, Bal egyetlen értéktelen lapot veszített, aminek itt már nincs jelentősége.
```
            3p  27 | lap  | 25
            2p   8 | pikk | 5
            3p   3 | ász  | 1   1p
            1p   1 |  ♠2  | 
            2p   1 |  ♦X  |
            2p   2 | tbl  | 5   5p
            ----------------------
      >>>>>   12      –       6
```

Az összegzésnél látszik, hogy az ilyen lazaság sokba is kerülhet, mert ha még egyetlen lap Jobbhoz kerül, Bal összeredményéből elveszett volna 3 pont. Bal két kritikus fontosságú lépést is (51b)(75) jól hozott, bármelyik elhibázása esetén Jobb döntetlenre menthette volna a partit, de Bal végül 12:6 arányban nyert.